# Major League Soccer (2019)
Major League Soccer w roku 2019 był dwudziestym czwartym sezonem tych rozgrywek. Sezon zasadniczy rozpoczął się 2 marca 2019 i zakończył 6 października. Play-offy rozpoczęły się 19 października i zakończyły  10 listopada w nowym formacie, który obejmował 14 drużyn i składał się tylko z rund pojedynczych meczów.
FC Cincinnati dołączył do ligi jako nowa drużyna, zwiększając łączną liczbę klubów do 24. Minnesota United FC otworzyła swój pierwszy stadion piłkarski, Allianz Field, 13 kwietnia.
Atlanta United FC była broniącą tytułu mistrza MLS, podczas gdy New York Red Bulls była broniącą tytuł najlepszej drużyny sezonu zasadniczego.
Los Angeles FC po raz pierwszy było najlepsze w sezonie zasadniczym ze zdobytymi 72 punktami w jednym sezonie MLS, a Seattle Sounders FC zdobyło drugie mistrzostwo MLS.

## Uczestnicy
| Konferencja Zachodnia  | Konferencja Zachodnia      | Konferencja Zachodnia |
| Drużyna                | Stadion                    | Pojemność             |
| ---------------------- | -------------------------- | --------------------- |
| Colorado Rapids        | Dick's Sporting Goods Park | 18,061                |
| FC Dallas              | Toyota Stadium             | 20,500                |
| Houston Dynamo         | BBVA Stadium               | 22,039                |
| LA Galaxy              | Dignity Health Sports Park | 27,000                |
| Los Angeles FC         | Banc of California Stadium | 22,000                |
| Minnesota United FC    | Allianz Field              | 19,400                |
| Portland Timbers       | Providence Park            | 25,218                |
| Real Salt Lake         | Rio Tinto Stadium          | 20,213                |
| San Jose Earthquakes   | Avaya Stadium              | 18,000                |
| Seattle Sounders FC    | CenturyLink Field          | 39,419                |
| Sporting Kansas City   | Children's Mercy Park      | 18,467                |
| Vancouver Whitecaps FC | BC Place                   | 22,120                |

| Konferencja Wschodnia  | Konferencja Wschodnia | Konferencja Wschodnia |
| Drużyna                | Stadion               | Pojemność             |
| ---------------------- | --------------------- | --------------------- |
| Atlanta United FC      | Mercedes-Benz Stadium | 42,500                |
| Chicago Fire           | SeatGeek Stadium      | 20,000                |
| FC Cincinnati          | Nippert Stadium       | 32,250                |
| Columbus Crew          | Mapfre Stadium        | 19,968                |
| D.C. United            | Audi Field            | 20,000                |
| Montreal Impact        | Saputo Stadium        | 20,801                |
| New England Revolution | Gillette Stadium      | 20,000                |
| New York City FC       | Yankee Stadium        | 28,743                |
| New York Red Bulls     | Red Bull Arena        | 25,000                |
| Orlando City SC        | Exploria Stadium      | 25,500                |
| Philadelphia Union     | Talen Energy Stadium  | 18,500                |
| Toronto FC             | BMO Field             | 30,000                |

Portland Timbers ogłosili pod koniec 2018 roku, że w związku z rozbudową Providence Park rozegrają pierwsze 12 meczów sezonu 2019 na innych stadionach. Konstrukcja, która dodała około 4000 miejsc siedzących (co daje całkowitą pojemność nieco ponad 25000), obejmowała również całkowicie przebudowaną wschodnią stronę stadionu, zaktualizowaną halę i trybuny koncesyjne po zachodniej stronie stadionu, nową tablicę wyników, tablice wstążkowe i płyta wideo oraz nowa murawa. Stadion miał być gotowy do organizacji meczów MLS w maju lub czerwcu 2019 roku. Pierwszy mecz u siebie Portland na ich odnowionym stadionie odbył się 1 czerwca 2019 roku przeciwko Los Angeles FC.
W trakcie sezonu przemianowano dwa stadiony. Najpierw, 4 czerwca, Exploria Resorts nabyła prawa do nazwy stadionu Orlando City, który został odpowiednio przemianowany na Exploria Stadium. Następnie, 13 czerwca, amerykańskie ramię hiszpańskiego międzynarodowego banku BBVA ogłosiło zmianę marki amerykańskich operacji z „BBVA Compass” na „BBVA”. W ramach rebrandingu BBVA Compass Stadium stał się po prostu BBVA Stadium.

## Sezon zasadniczy

### Konferencja Zachodnia
| #  | Drużyna                | M  | Z  | R  | P  | BR+ | BR- | +/- | Punkty | Uwagi                                                  |
| -- | ---------------------- | -- | -- | -- | -- | --- | --- | --- | ------ | ------------------------------------------------------ |
| 1  | Los Angeles FC         | 34 | 21 | 4  | 9  | 85  | 37  | +48 | 72     | Play Off - Ćwierćfinał & Liga Mistrzów CONCACAF (2020) |
| 2  | Seattle Sounders FC    | 34 | 16 | 10 | 8  | 51  | 49  | +2  | 56     | Play Off - 1/8 finału                                  |
| 3  | Real Salt Lake         | 34 | 16 | 13 | 5  | 45  | 41  | +4  | 53     | Play Off - 1/8 finału                                  |
| 4  | Minnesota United FC    | 34 | 15 | 11 | 8  | 52  | 42  | +10 | 53     | Play Off - 1/8 finału                                  |
| 5  | Los Angeles Galaxy     | 34 | 16 | 15 | 3  | 56  | 55  | +1  | 51     | Play Off - 1/8 finału                                  |
| 6  | Portland Timbers       | 34 | 14 | 13 | 7  | 49  | 48  | +1  | 49     | Play Off - 1/8 finału                                  |
| 7  | FC Dallas              | 34 | 13 | 12 | 9  | 48  | 46  | +2  | 48     | Play Off - 1/8 finału                                  |
| 8  | San Jose Earthquakes   | 34 | 13 | 16 | 5  | 51  | 52  | −1  | 44     |                                                        |
| 9  | Colorado Rapids        | 34 | 12 | 16 | 6  | 57  | 60  | −3  | 42     |                                                        |
| 10 | Houston Dynamo         | 34 | 12 | 18 | 4  | 45  | 57  | −12 | 40     |                                                        |
| 11 | Sporting Kansas City   | 34 | 10 | 16 | 8  | 49  | 67  | −18 | 38     |                                                        |
| 12 | Vancouver Whitecaps FC | 34 | 8  | 16 | 10 | 37  | 58  | −21 | 34     |                                                        |

### Konferencja Wschodnia
| #  | Drużyna                | M  | Z  | R  | P  | BR+ | BR- | +/- | Punkty | Uwagi                                                  |
| -- | ---------------------- | -- | -- | -- | -- | --- | --- | --- | ------ | ------------------------------------------------------ |
| 1  | New York City FC       | 34 | 18 | 6  | 10 | 63  | 42  | +21 | 64     | Play Off - Ćwierćfinał & Liga Mistrzów CONCACAF (2020) |
| 2  | Atlanta United FC      | 34 | 18 | 12 | 4  | 58  | 43  | +15 | 58     | Play Off - 1/8 finału                                  |
| 3  | Philadelphia Union     | 34 | 16 | 11 | 7  | 58  | 50  | +8  | 55     | Play Off - 1/8 finału                                  |
| 4  | Toronto FC             | 34 | 13 | 10 | 11 | 57  | 52  | +5  | 50     | Play Off - 1/8 finału                                  |
| 5  | D.C. United            | 34 | 13 | 10 | 11 | 42  | 38  | +4  | 50     | Play Off - 1/8 finału                                  |
| 6  | New York Red Bulls     | 34 | 14 | 14 | 6  | 53  | 51  | +2  | 48     | Play Off - 1/8 finału                                  |
| 7  | New England Revolution | 34 | 11 | 11 | 12 | 50  | 57  | −7  | 45     | Play Off - 1/8 finału                                  |
| 8  | Chicago Fire           | 34 | 10 | 12 | 12 | 55  | 47  | +8  | 42     |                                                        |
| 9  | Montreal Impact        | 34 | 12 | 17 | 5  | 47  | 60  | −13 | 41     |                                                        |
| 10 | Columbus Crew          | 34 | 10 | 16 | 8  | 39  | 47  | −8  | 38     |                                                        |
| 11 | Orlando City SC        | 34 | 9  | 15 | 10 | 44  | 52  | −8  | 37     |                                                        |
| 12 | FC Cincinnati          | 34 | 6  | 22 | 6  | 31  | 75  | −44 | 24     |                                                        |

Aktualne na 6 sierpnia 2020. Źródło:
Zasady ustalania kolejności: 1. liczba zdobytych punktów; 2. różnica zdobytych bramek; 3. większa liczba zdobytych bramek.

### Wyniki
| Gospodarz \ Gość       | ATL | CHI | CIN | COL | CLB | DAL | DC  | HOU | LA  | LFC | MIN | MTL | NE  | NYC | NY  | ORL | PHI | POR | RSL | SEA | SJ  | SKC | TOR | VAN |
| ---------------------- | --- | --- | --- | --- | --- | --- | --- | --- | --- | --- | --- | --- | --- | --- | --- | --- | --- | --- | --- | --- | --- | --- | --- | --- |
| Atlanta United FC      | —   | 2–0 | 1–1 | 1–0 | 1–3 | 1–2 | 2–0 | 5–0 | 3–0 | —   | 3–0 | 2–1 | 3–1 | 2–1 | 3–3 | 1–0 | 1–1 | —   | —   | —   | 3–1 | —   | 2–0 | —   |
| Chicago Fire           | 5–1 | —   | 1–2 | 4–1 | 2–2 | 4–0 | 0–0 | —   | —   | —   | 2–0 | 3–2 | 5–0 | 1–1 | 1–0 | 1–1 | 2–0 | —   | 1–1 | 2–4 | —   | —   | 2–2 | 1–1 |
| FC Cincinnati          | 0–2 | 0–0 | —   | —   | 1–3 | —   | 1–4 | 3–2 | 0–2 | —   | —   | 2–1 | 0–2 | 1–4 | 0–2 | 1–1 | 0–2 | 3–0 | 0–3 | —   | —   | 1–1 | 1–5 | 1–2 |
| Colorado Rapids        | —   | —   | 3–1 | —   | 3–2 | 3–0 | 2–3 | 1–4 | 2–1 | 1–0 | 1–0 | 6–3 | 1–2 | 1–2 | —   | —   | —   | 3–3 | 2–3 | 2–0 | 2–1 | 1–1 | —   | 2–3 |
| Columbus Crew          | 2–0 | 1–1 | 2–2 | —   | —   | 1–0 | 0–1 | —   | 3–1 | 0–3 | —   | 2–1 | 1–0 | 2–2 | 1–1 | 0–2 | 2–0 | 1–3 | —   | 1–2 | —   | 0–1 | 2–2 | —   |
| FC Dallas              | —   | —   | 3–1 | 2–1 | —   | —   | 2–0 | 5–1 | 2–0 | 1–1 | 5–3 | —   | 1–1 | 1–1 | 1–3 | —   | —   | 2–1 | 0–0 | 2–1 | 0–0 | 6–0 | 3–0 | 2–2 |
| D.C. United            | 2–0 | 3–3 | 0–0 | —   | 3–1 | —   | —   | —   | 2–1 | 0–4 | —   | 0–0 | 2–2 | 0–2 | 1–2 | 1–0 | 1–5 | —   | 5–0 | 2–0 | 1–1 | 1–0 | 1–1 | —   |
| Houston Dynamo         | —   | 0–1 | —   | 2–2 | 2–0 | 2–1 | 2–1 | —   | 4–2 | 1–3 | 2–0 | 2–1 | —   | —   | 4–0 | 2–1 | —   | 1–1 | 1–1 | 0–1 | 2–1 | 1–1 | —   | 3–2 |
| LA Galaxy              | —   | 2–1 | —   | 0–1 | —   | 2–0 | —   | 2–1 | —   | 3–2 | 3–2 | 2–1 | 1–2 | 0–2 | —   | —   | 2–0 | 2–1 | 2–1 | 2–2 | 1–3 | 7–2 | 2–0 | 3–4 |
| Los Angeles FC         | 4–3 | 0–0 | 2–0 | 3–1 | —   | 2–0 | —   | 3–1 | 3–3 | —   | 0–2 | 4–2 | —   | —   | 4–2 | —   | —   | 4–1 | 2–1 | 4–1 | 4–0 | 2–1 | 1–1 | 6–1 |
| Minnesota United FC    | —   | —   | 7–1 | 1–0 | 1–0 | 1–0 | 1–0 | 1–0 | 0–0 | 1–1 | —   | —   | —   | 3–3 | —   | 1–1 | 2–3 | 1–0 | 3–1 | 1–1 | 3–1 | 2–1 | —   | 0–0 |
| Montreal Impact        | 1–1 | 1–0 | 0–1 | —   | 1–0 | 3–3 | 0–3 | —   | —   | —   | 2–3 | —   | 0–0 | 0–2 | 3–0 | 0–3 | 4–0 | 2–1 | 2–1 | 2–1 | —   | —   | 0–2 | 2–1 |
| New England Revolution | 0–2 | 2–1 | 0–2 | —   | 0–2 | —   | 1–1 | 2–1 | —   | 0–2 | 2–1 | 0–3 | —   | 2–0 | 1–0 | 4–1 | 1–1 | —   | 0–0 | —   | 3–1 | —   | 1–1 | 4–0 |
| New York City FC       | 4–1 | 1–0 | 5–2 | —   | 1–0 | —   | 0–0 | 3–2 | —   | 2–2 | —   | 0–0 | 2–1 | —   | 2–1 | 1–1 | 4–2 | 0–1 | —   | 3–0 | 2–1 | 3–1 | 1–1 | —   |
| New York Red Bulls     | 1–0 | 3–1 | 1–0 | 0–2 | 2–3 | —   | 0–0 | —   | 3–2 | —   | 1–2 | 1–2 | 1–1 | 2–1 | —   | 0–1 | 2–0 | —   | 4–0 | —   | 4–1 | —   | 2–0 | 2–2 |
| Orlando City SC        | 0–1 | 2–5 | 5–1 | 4–3 | 1–0 | 2–0 | 1–2 | —   | 0–1 | 2–2 | —   | 1–3 | 3–3 | 2–2 | 0–1 | —   | 1–3 | —   | —   | —   | —   | 1–0 | 0–2 | 1–0 |
| Philadelphia Union     | 3–1 | 2–0 | 2–0 | 1–1 | 3–0 | 2–1 | 3–1 | 2–1 | —   | 1–1 | —   | 3–0 | 6–1 | 1–2 | 3–2 | 2–2 | —   | 1–3 | —   | 0–0 | —   | —   | 1–3 | —   |
| Portland Timbers       | 0–2 | 3–2 | —   | 2–2 | —   | 1–0 | 0–1 | 4–0 | 4–0 | 2–3 | 0–0 | —   | 2–2 | —   | 0–2 | 1–1 | —   | —   | 1–0 | 1–2 | 3–1 | 2–1 | —   | 3–1 |
| Real Salt Lake         | 2–1 | —   | —   | 2–0 | 1–0 | 2–4 | —   | 2–1 | 1–2 | 0–2 | 1–1 | —   | —   | 3–1 | —   | 2–1 | 4–0 | 1–2 | —   | 3–0 | 1–0 | 2–0 | 3–0 | 1–0 |
| Seattle Sounders FC    | 2–1 | —   | 4–1 | 2–0 | —   | 0–0 | —   | 1–0 | 4–3 | 1–1 | 1–0 | —   | 3–3 | —   | 4–2 | 2–1 | —   | 1–2 | 1–0 | —   | 2–2 | 2–3 | 3–2 | 1–0 |
| San Jose Earthquakes   | —   | 4–1 | 1–0 | 3–1 | 1–1 | 2–2 | —   | 2–0 | 3–0 | 0–5 | 0–3 | 1–2 | —   | —   | —   | 3–0 | 1–2 | 3–0 | 1–0 | 0–1 | —   | 4–1 | —   | 3–1 |
| Sporting Kansas City   | 0–3 | 1–0 | —   | 2–3 | —   | 0–2 | —   | 1–0 | 0–2 | 1–5 | 1–0 | 7–1 | 4–4 | —   | 2–2 | —   | 2–0 | 2–2 | 1–2 | 3–2 | 2–1 | —   | —   | 1–1 |
| Toronto FC             | 3–2 | 2–2 | 2–1 | 3–2 | 1–0 | —   | 0–0 | 1–3 | —   | —   | 4–3 | 2–1 | 3–2 | 4–0 | 3–1 | 1–1 | 1–2 | 1–2 | —   | —   | 1–2 | 2–2 | —   | —   |
| Vancouver Whitecaps FC | 0–1 | —   | —   | 2–2 | 1–1 | 2–1 | 1–0 | 2–1 | 0–2 | 1–0 | 2–3 | —   | —   | 1–3 | —   | —   | 1–1 | 1–0 | 0–1 | 0–0 | 1–3 | 0–3 | 1–1 | —   |

## Play off
Eliminacje i finał zostały rozegrane w formie pojedynczego meczu. Jeżeli po upłynięciu czasu regulaminowego był remis, rozgrywano dogrywkę 2 x 15 minut.

### 1/8 finału
| 119 października 2019 | Atlanta United                                                         | 1:0   | New England Revolution                           |                                                                            |
| 13:00 EDT             | 70'                                                                    | (0:0) |                                                  | Mercedes-Benz Stadium, Atlanta, Georgia Widzów: 66 114 Sędzia: Kevin Stott |
| 13:00 EDT             | Josef Martínez 43' · Leandro González Pírez 53' · Jeff Larentowicz 58' | (0:0) | 42' Wilfried Zahibo · 76' Antonio Delamea Mlinar | Mercedes-Benz Stadium, Atlanta, Georgia Widzów: 66 114 Sędzia: Kevin Stott |

| 219 października 2019 | Seattle Sounders                                          | 4:3 (pd.)  | FC Dallas                                              |                                                                            |
| 12:30 PDT             | Raúl Ruidíaz 18' · Jordan Morris 22', 74', 113'           | (2:1, 3:3) | 39' Reggie Cannon · 64' Matt Hedges · 82' Bryan Acosta | CenturyLink Field, Seattle, Waszyngton Widzów: 37 722 Sędzia: Nima Saghafi |
| 12:30 PDT             | 25' Bryan Acosta · 44' Reggie Cannon · 88' Jesse González | (2:1, 3:3) |                                                        | CenturyLink Field, Seattle, Waszyngton Widzów: 37 722 Sędzia: Nima Saghafi |

| 319 października 2019 | Toronto FC                                                                             | 5:1 (pd.) | D.C. United                                  |                                                         |
| 18:00 EDT             | Marky Delgado 32' · Richie Laryea 93' · Jonathan Osorio 95', 103' · Nick DeLeon 105+1' | (1:0)     | 90+3' Lucas Rodríguez                        | BMO Field, Toronto Widzów: 25 331 Sędzia: Allen Chapman |
| 18:00 EDT             | Jonathan Osorio 40' · Marky Delgado 72' · Justin Morrow 102'                           | (1:0)     | 109' Leonardo Jara · 112', 118' Paul Arriola | BMO Field, Toronto Widzów: 25 331 Sędzia: Allen Chapman |

| 419 października 2019 | Real Salt Lake                              | 2:1   | Portland Timbers     |                                                                              |
| 20:00 MDT             | Damir Kreilach 28' · Jefferson Savarino 87' | (1:0) | 47' Dairon Asprilla  | Rio Tinto Stadium, Salt Lake City, Utah Widzów: 17 452 Sędzia: Ismail Elfath |
| 20:00 MDT             | Jefferson Savarino 44' · Kyle Beckerman 57' | (1:0) | 39' Sebastián Blanco | Rio Tinto Stadium, Salt Lake City, Utah Widzów: 17 452 Sędzia: Ismail Elfath |

| 520 października 2019 | Philadelphia Union                                                             | 4:3 (pd.)  | New York Red Bulls                               |                                                                   |
| 15:00 EDT             | Alejandro Bedoya 30' · Jack Elliott 52' · Fafà Picault 78' · Marco Fabián 108' | (1:3, 3:3) | 6' Josh Sims · 24' Tim Parker · 45+4' Tom Barlow | PPL Park, Chester, Pensylwania Widzów: 18 530 Sędzia: Chris Penso |
| 15:00 EDT             | Jamiro Monteiro 36' · Alejandro Bedoya 58' · Ilsinho 108'                      | (1:3, 3:3) | 107' Tim Parker · 114' Cristian Cásseres Jr.     | PPL Park, Chester, Pensylwania Widzów: 18 530 Sędzia: Chris Penso |

| 620 października 2019 | Minnesota United   | 1:2   | Los Angeles Galaxy                                                     |                                                                       |
| 19:30 CDT             | Ján Greguš 87'     | (0:0) | 71' Sebastian Lletget · 75' Jonathan dos Santos                        | Allianz Field, Saint Paul, Minnesota Widzów: 19 939 Sędzia: Ted Unkel |
| 19:30 CDT             | Osvaldo Alonso 80' | (0:0) | 33' Diego Polenta · 44' Giancarlo González · 90+1' Romain Alessandrini | Allianz Field, Saint Paul, Minnesota Widzów: 19 939 Sędzia: Ted Unkel |

### Ćwierćfinał
| 123 października 2019 | New York City             | 1:2   | Toronto FC                              |                                                                      |
| 19:00 EDT             | Ismael Tajouri-Shradi 69' | (0:0) | 47', 90' (k) Alejandro Pozuelo          | Citi Field, Nowy Jork, Nowy Jork Widzów: 19 829 Sędzia: Jair Marrufo |
| 19:00 EDT             | Alexandru Mitriță 30'     | (0:0) | 21' Laurent Ciman · 77' Michael Bradley | Citi Field, Nowy Jork, Nowy Jork Widzów: 19 829 Sędzia: Jair Marrufo |

| 223 października 2019 | Seattle Sounders                          | 2:0   | Real Salt Lake                      |                                                                          |
| 19:00 PDT             | Gustav Svensson 64' · Nicolás Lodeiro 81' | (0:0) |                                     | CenturyLink Field, Seattle, Waszyngton Widzów: 37 722 Sędzia: Alan Kelly |
| 19:00 PDT             | Nicolás Lodeiro 82'                       | (0:0) | 28' Nedum Onuoha · 83' Everton Luiz | CenturyLink Field, Seattle, Waszyngton Widzów: 37 722 Sędzia: Alan Kelly |

| 324 października 2019 | Atlanta United                                 | 2:0   | Philadelphia Union                    |                                                                              |
| 19:30 EDT             | Julian Gressel 10' · Josef Martínez 80'        | (1:0) |                                       | Mercedes-Benz Stadium, Atlanta, Georgia Widzów: 41 507 Sędzia: Ismail Elfath |
| 19:30 EDT             | Julian Gressel 38' · Franco Nicolas Escoba 88' | (1:0) | 34' Alejandro Bedoya · 74' Kai Wagner | Mercedes-Benz Stadium, Atlanta, Georgia Widzów: 41 507 Sędzia: Ismail Elfath |

| 424 października 2019 | Los Angeles FC                                                       | 5:3   | Los Angeles Galaxy                                               |                                                                                        |
| 19:30 PDT             | Carlos Vela 16', 40' · Diego Rossi 66' · Adama Diomandé 68', 80'     | (2:1) | 41' Cristian Pavón · 55' Zlatan Ibrahimović · 77' Rolf Feltscher | Banc of California Stadium, Los Angeles, Kalifornia Widzów: 22 902 Sędzia: Kevin Stott |
| 19:30 PDT             | 27' Perry Kitchen · 86' Zlatan Ibrahimović · 89' Romain Alessandrini | (2:1) |                                                                  | Banc of California Stadium, Los Angeles, Kalifornia Widzów: 22 902 Sędzia: Kevin Stott |

### Półfinał
| 129 października 2019 | Los Angeles FC                         | 1:3   | Seattle Sounders FC                         |                                                                                         |
| 19:00 PDT             | Eduard Atuesta 17'                     | (1:2) | 22', 64' Raúl Ruidíaz · 26' Nicolás Lodeiro | Banc of California Stadium, Los Angeles, Kalifornia Widzów: 22 099 Sędzia: Jair Marrufo |
| 19:00 PDT             | 81' Kelvin Leerdam · 90+3' Nouhou Tolo | (1:2) |                                             | Banc of California Stadium, Los Angeles, Kalifornia Widzów: 22 099 Sędzia: Jair Marrufo |

| 230 października 2019 | Atlanta United                                             | 1:2   | Toronto FC                            |                                                                           |
| 20:00 EDT             | Julian Gressel 4'                                          | (1:1) | 14' Nicolas Benezet · 78' Nick DeLeon | Mercedes-Benz Stadium, Atlanta, Georgia Widzów: 44 055 Sędzia: Alan Kelly |
| 20:00 EDT             | 9' Michael Bradley · 61' Jonathan Osorio · 70' Nick DeLeon | (1:1) |                                       | Mercedes-Benz Stadium, Atlanta, Georgia Widzów: 44 055 Sędzia: Alan Kelly |

### Finał
| 10 listopada 2019 | Seattle Sounders                                             | 3:1   | Toronto FC            |                                                                             |
| 12:00 PST         | Kelvin Leerdam 57' · Víctor Rodríguez 76' · Raúl Ruidíaz 90' | (0:0) | 90+3' Jozy Altidore   | CenturyLink Field, Seattle, Waszyngton Widzów: 69 274 Sędzia: Allen Chapman |
| 12:00 PST         | Raúl Ruidíaz 90+1'                                           | (0:0) | 72' Alejandro Pozuelo | CenturyLink Field, Seattle, Waszyngton Widzów: 69 274 Sędzia: Allen Chapman |

## Statystyki
| Pos | Zawodnik           | Drużyna              | [ 23 ] |
| --- | ------------------ | -------------------- | ------ |
| 1   | Carlos Vela        | Los Angeles FC       | 34     |
| 2   | Zlatan Ibrahimović | LA Galaxy            | 30     |
| 3   | Josef Martínez     | Atlanta United FC    | 27     |
| 4   | Diego Rossi        | Los Angeles FC       | 16     |
| 5   | Héber              | New York City FC     | 15     |
| 5   | Kacper Przybyłko   | Philadelphia Union   | 15     |
| 5   | Chris Wondolowski  | San Jose Earthquakes | 15     |
| 8   | Kei Kamara         | Colorado Rapids      | 14     |
| 9   | Mauro Manotas      | Houston Dynamo       | 13     |
| 9   | C.J. Sapong        | Chicago Fire         | 13     |
| 9   | Gyasi Zardes       | Columbus Crew        | 13     |

| Pos | Asystent            | Drużyna                | [ 24 ] |
| --- | ------------------- | ---------------------- | ------ |
| 1   | Maximiliano Moralez | New York City FC       | 20     |
| 2   | Diego Valeri        | Portland Timbers       | 16     |
| 3   | Michael Barrios     | FC Dallas              | 15     |
| 3   | Carlos Vela         | Los Angeles FC         | 15     |
| 5   | Carles Gil          | New England Revolution | 14     |
| 6   | Cristian Espinoza   | San Jose Earthquakes   | 13     |
| 7   | Nicolás Gaitán      | Chicago Fire           | 12     |
| 7   | Ján Greguš          | Minnesota United FC    | 12     |
| 7   | Julian Gressel      | Atlanta United FC      | 12     |
| 7   | Nicolás Lodeiro     | Seattle Sounders FC    | 12     |
| 7   | Alejandro Pozuelo   | Toronto FC             | 12     |

## Nagrody

### Nagroda miesiąca
| Miesiąc  | Zawodnik            | Drużyna              | Źródło |
| -------- | ------------------- | -------------------- | ------ |
| Marzec   | Carlos Vela         | Los Angeles FC       | [ 25 ] |
| Kwiecień | Carlos Vela         | Los Angeles FC       | [ 26 ] |
| Maj      | Chris Wondolowski   | San Jose Earthquakes | [ 27 ] |
| Czerwiec | Maximiliano Moralez | New York City FC     | [ 28 ] |
| Lipiec   | Josef Martínez      | Atlanta United FC    | [ 29 ] |
| Sierpień | Josef Martínez      | Atlanta United FC    | [ 30 ] |
| Wrzesień | Carlos Vela         | Los Angeles FC       | [ 31 ] |

### Drużyna sezonu
| Bramkarz                | Obrońcy                                                             | Pomocnicy                                                                                              | Napastnicy                                                              | Źródło |
| ----------------------- | ------------------------------------------------------------------- | --- | ----------------------------------------------------------------------- | ------ |
| Vito Mannone, Minnesota | Ike Opara, Minnesota Miles Robinson, Atlanta Walker Zimmerman, LAFC | Eduard Atuesta, LAFC Carles Gil, New England Maxi Moralez, New York City Alejandro Pozuelo, Toronto FC | Zlatan Ibrahimović, LA Galaxy Josef Martínez, Atlanta Carlos Vela, LAFC | [ 32 ] |